# Josef Černý (Eishockeyspieler)

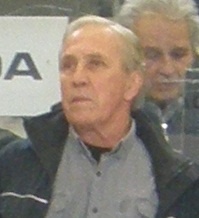
Josef Černý (2011)

Josef Černý (* 18. Oktober 1939 in Rožmitál pod Třemšínem; † 24. Juli 2025) war ein tschechischer Eishockeyspieler und -trainer, der über 600 Spiele in der 1. Liga und über 200 Länderspiele absolviert hat.

## Karriere
In seiner 21 Jahre dauernden Karriere bei ŽKL Brno stellte er mit insgesamt 686 Spielen den tschechoslowakischen Ligarekord auf. Die dabei erzielten 403 Tore brachten ihn auf Platz zwei. Von 1960 bis 1966 gewann er auf nationaler Ebene sieben Mal die Meisterschaft. 1966 bis 1968 gewann er auch drei Mal den Europapokal.
Für die tschechoslowakische Eishockeynationalmannschaft stand er in 210 Länderspielen auf dem Eis. Bei insgesamt vier Olympischen Spielen gewann er drei Medaillen – 1964 die Bronze-, 1968 die Silber- und 1972 erneut die Bronzemedaille. Bei insgesamt zwölf Eishockey-Weltmeisterschaften gelang es ihm, zehn Medaillen zu gewinnen, wurde aber nie Weltmeister.
Seine letzte Saison 1978/79 verbrachte er als Spielertrainer beim österreichischen Club ATSE Graz. Daran schloss sich eine Karriere als Trainer in Italien und der Tschechoslowakei an.
Seit 2005 arbeitete er als Juniorentrainer bei Kometa Brno. 2007 wurde er für seine Verdienste mit der Aufnahme in die IIHF Hall of Fame geehrt.

## Erfolge und Auszeichnungen
- Tschechoslowakischer Meister 1960 bis 1966 mit ŽKL Brno
- Europapokalsieger 1966, 1967 und 1968 mit ŽKL Brno

### International
| - 1959 Gewinn der Bronzemedaille bei der Weltmeisterschaft - 1961 Gewinn der Silbermedaille bei der Weltmeisterschaft - 1963 Gewinn der Bronzemedaille bei der Weltmeisterschaft - 1964 Gewinn der Bronzemedaille bei den Olympischen Winterspielen gilt gleichzeitig als Weltmeisterschaft - 1965 Gewinn der Silbermedaille bei der Weltmeisterschaft - 1966 Gewinn der Silbermedaille bei der Weltmeisterschaft | - 1968 Gewinn der Silbermedaille bei den Olympischen Winterspielen gilt gleichzeitig als Weltmeisterschaft - 1969 Gewinn der Bronzemedaille bei der Weltmeisterschaft - 1970 Gewinn der Bronzemedaille bei der Weltmeisterschaft - 1971 Gewinn der Silbermedaille bei der Weltmeisterschaft - 1972 Gewinn der Bronzemedaille bei den Olympischen Winterspielen gilt gleichzeitig als Weltmeisterschaft |

## Spielerstatistik
Quelle: hckometa.wz.cz

## Trainerstationen
Quelle: hckometa.wz.cz
| Saison  | Team                 | Liga          | Platzierung | Position    | Kommentar                 |
| ------- | -------------------- | ------------- | ----------- | ----------- | ------------------------- |
| 1996–97 | HC VTJ Haná Kroměříž | 2.liga        | –           | Cheftrainer |                           |
| 1997–98 | HC Kometa Brno       | 1. Liga       | 11. Platz   | Cheftrainer |                           |
| 1998–99 | HC Kometa Brno       | 1. Liga       | 14. Platz   | Cheftrainer | Rücktritt im Februar      |
| 1999–00 | HC Ytong Brno        | 2. Liga       | –           | Cheftrainer |                           |
| 2000    | HC Ytong Brno        | 1. Liga       | –           | Cheftrainer | Rücktritt im November     |
| 2000–01 | HC Žďár nad Sázavou  | 2. Liga       | –           | Cheftrainer |                           |
| 2001–02 | Kometa HC Brno       | 1. Liga       | 14. Platz   | Cheftrainer | gleichzeitig Sportmanager |
| 2005–06 | HC Kometa Brno       | U18-Extraliga | –           | Trainer     |                           |
| 2006–07 | HC Kometa Brno       | U18-Extraliga | –           | Trainer     |                           |
| 2007–08 | HC Kometa Brno       | U18-Extraliga | –           | Trainer     |                           |